# Pochhammer-symbool
Het Pochhammer-symbool wordt in de theorie van speciale functies voor de stijgende faculteit en in de combinatoriek voor de variatie of dalende faculteit gebruikt. Dit kan tot verwarring kan leiden. Het symbool is naar Leo Pochhammer genoemd, een Duitse wiskundige van Pruisische afkomst.

## Definities
Het Pochhammer-symbool {\displaystyle (a)_{n}} stelt de stijgende faculteit {\displaystyle a(a+1)\dots (a+n-1)} voor:
{\displaystyle (a)_{n}=a(a+1)(a+2)\cdots (a+n-1)={\frac {(a+n-1)!}{(a-1)!}}}
Hiervoor is ook de notatie {\displaystyle (a,n)} in gebruik.
Met {\displaystyle (a)_{n}} wordt in de combinatoriek daarentegen de variatie of dalende faculteit {\displaystyle a(a-1)\dots (a-n+1)} bedoeld:
{\displaystyle (a)_{n}=a(a-1)(a-2)\cdots (a-n+1)={\frac {a!}{(a-n)!}}}
Men gebruikt om verwarring te vermijden dikwijls het symbool {\displaystyle (a)^{n}} of {\displaystyle a^{(n)}} voor de stijgende faculteit. Pochhammer zelf gebruikte de notatie {\displaystyle [a]_{n}} voor de dalende faculteit, {\displaystyle [a]_{n}^{+}} voor de stijgende faculteit en {\displaystyle (a)_{n}} voor de binomiaalcoëfficiënt {\displaystyle {a \choose n}}.

## Eigenschappen

grafiek van de eerste vier Pochhammer-symbolen

- Als {\displaystyle n} een geheel positief getal is, dan is {\displaystyle a^{(n)}} een polynoom in {\displaystyle a}. Deze polynomen hebben een gemeenschappelijk nulpunt bij {\displaystyle a=0}.

- De stijgende en dalende faculteit zijn verwant met de gammafunctie. Dit geeft een uitbreiding van het Pochhammer-symbool naar reële waarden van {\displaystyle n}:

{\displaystyle a^{(n)}={\frac {\Gamma (a+n)}{\Gamma (a)}}}
{\displaystyle (a)_{n}={\frac {\Gamma (a+1)}{\Gamma (a-n+1)}}}
- Enkele bijzondere waarden:

{\displaystyle a^{(0)}=1}
{\displaystyle 1^{(n)}=n!}

## Hypergeometrische functie
De hypergeometrische functie wordt voor {\displaystyle |z|<1} gedefinieerd door de machtreeks:
{\displaystyle \sum _{n=0}^{\infty }{\frac {(a)_{n}(b)_{n}}{(c)_{n}}}{\frac {z^{n}}{n!}}}
waarbij {\displaystyle c} niet gelijk mag zijn aan 0, -1, -2, ... Hierin is {\displaystyle (q)_{n}} het Pochhammer-symbool voor de stijgende faculteit. Veel wiskundige functies zoals de exponentiële functie of de trigonometrische functies zijn limietgevallen van de hypergeometrische functie.